# Tōgō
Pour les articles homonymes, voir Togo (homonymie).
Tōgō (東郷町, Tōgō-chō) est un bourg du district d'Aichi, dans la préfecture d'Aichi, au Japon.

## Géographie

### Situation
Tōgō est situé dans le centre ouest de la préfecture d'Aichi, à l'est de la ville de Nagoya.

### Municipalités limitrophes
| Nisshin | Nisshin | Miyoshi |
| Nagoya  | Tōgō    | Miyoshi |
| Toyoake | Kariya  | Miyoshi |

### Démographie
Au 1er janvier 2014, la population de Tōgō s'élevait à 42 395 habitants répartis sur une superficie de 18,03 km2. En janvier 2025, la population était estimée à 43 803 habitants.

## Histoire
Le bourg de Mihama a été créé le 10 mai 1906 de la fusion des anciens villages de Morowa et Haruki. Il obtient le statut de bourg le 1er avril 1970.